# Boeing 727

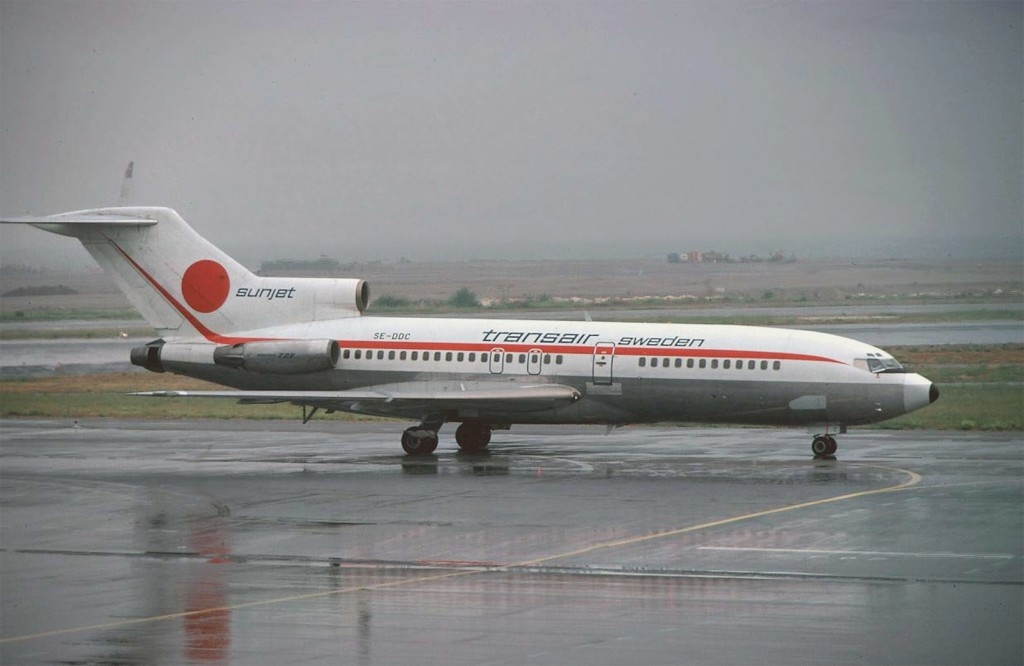
Boeing 727-100 från Transair Sweden, Nice 1978

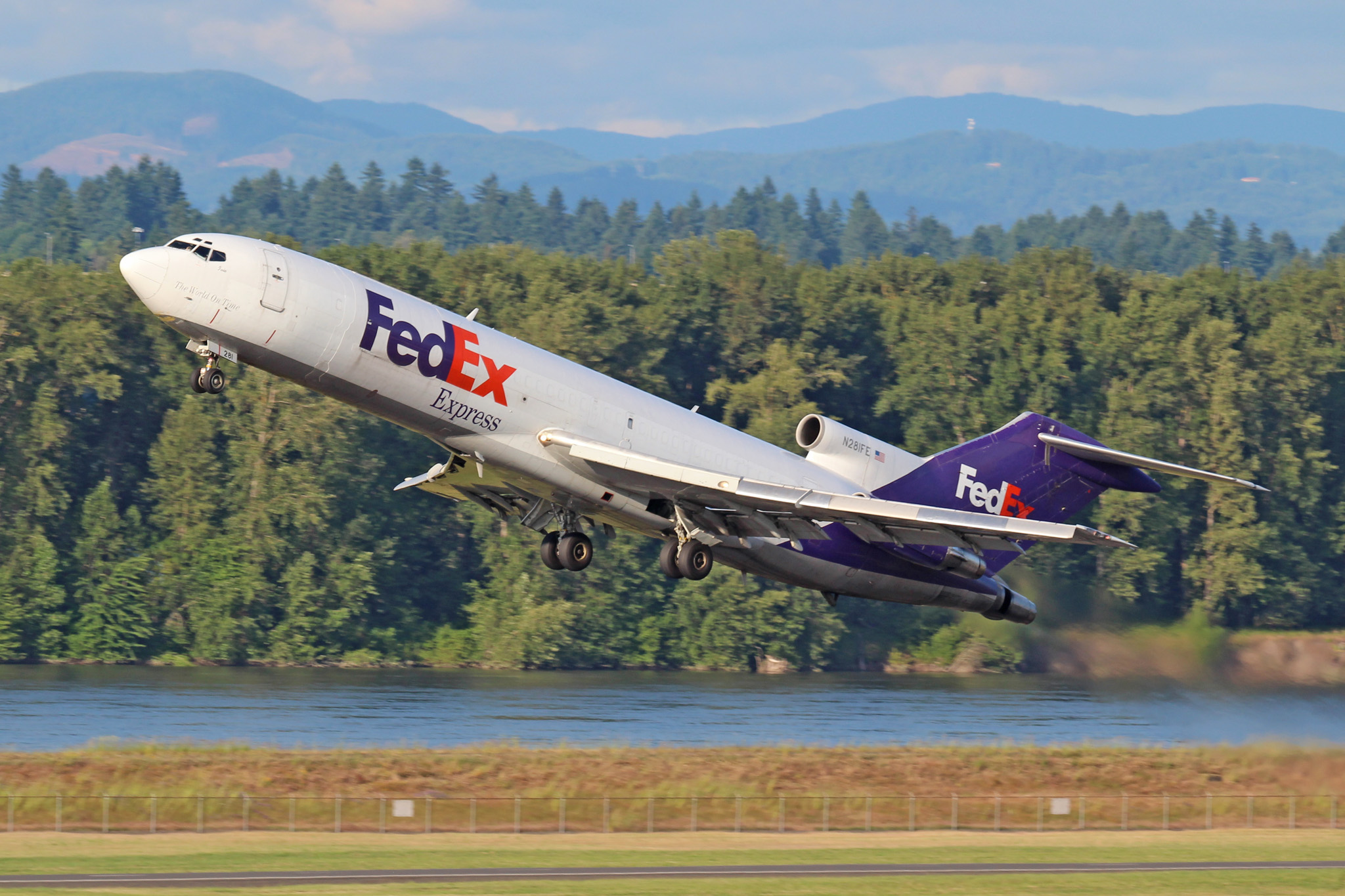
Boeing 727-200, fraktflygplan från Federal Express, Portland 2011

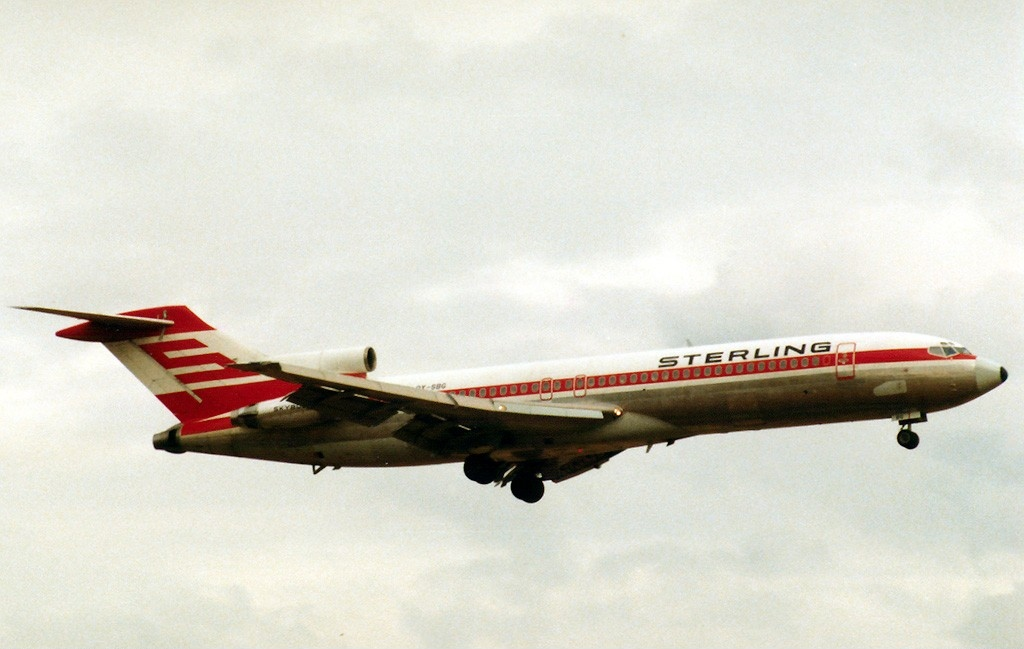
Sterling Airways Boeing 727-200, London-Stansted 1988

Boeing 727 är ett tremotorigt jetdrivet flygplan tillverkat av Boeing Commercial Airplanes. Planet flög första gången den 9 februari 1963 och kom i tjänst hos United Airlines 1964. Det tillverkades i 1 832 exemplar innan produktionen upphörde 1984.
Efter att det fyrmotoriga Boeing 707 hade börjat säljas 1958 fanns efterfrågan på ett mindre plan för kortare sträckor och mindre flygplatser med korta start och landsbanor. På den tiden krävdes minst 3 motorer för att få använda planet på sträckor som korsade havsområden. Två motorer monterades på varsin sida av bakpartiet och den tredje byggd in under stjärtfenan. 
En anledning till tre motorer var även för att möta behovet av flygplan som kan starta och landa på korta start och landningsbanor i varma klimat. Hög lufttemperatur kräver mer motorstyrka än vid kyligare klimat.
Flygplanet flaps var utvecklade för att kunna landa på korta banor.  
Själva flygplanskroppen är i stora delar gemensam med den större 707 och den senare lite mindre 737. Passagerarna sitter i en 3+3 konfiguration.  
I december 1967 lanserades en förlängd version, 727-200. Flygplanet kan ta 189 passagerare och har en räckvidd på upp till 4 720 km. Under senare år har även versionerna RE27 samt Valsan B727 skapats. RE27 går ut på att man byter ut yttre motorer (motor pos 1+3) mot TAY-motorer. Valsan mod går ut på att man byter ut gamla yttre JT8D-Basic-motorerna mot JT8D-200 srs-motorer. Centermotorn går ej att uppgradera till en annan motorsort på grund av platsbrist. Allt har gjorts för att möta upp nya, strängare buller- och miljökrav på flygplatser nära städer. Detta plan används främst som fraktflyg idag.
Som ersättare till 727 används oftast Boeing 757 eller de längre varianterna av 737. Båda är 2-motoriga och klarar sig med två mans besättning i cockpit.

## Olyckor (i urval)
- 31 mars 1986 omkom 166 personer när Mexicana Flight 940 störtade över Mexiko.[3] Flygplanet var en Boeing 727 från Mexicana och kraschen skedde vid Maravatio.[4]
- 8 juli 2011 omkom 127 personer när ett Boeing 727 kraschlandade i en skog i Kongo-Kinshasa, 200 meter från landningsbanan.  P.g.a. ett kraftigt oväder ville flygplanet inte landa ordentligt trots att piloten försökte.[källa behövs]

## Flygplansdata
| Variant                | 727-100                         | 727-200                         |
| ---------------------- | ------------------------------- | ------------------------------- |
| Besättning             | 3 + 3-4                         | 3 + 4-5                         |
| Passagerare (en klass) | 131                             | 189                             |
| Längd                  | 40,59 m                         | 46,69 m                         |
| Vingspann              | 32,92 m                         | 32,92 m                         |
| Höjd                   | 10,36 m                         | 10,36 m                         |
| Vingyta                | 157,93 m²                       | 157,93 m²                       |
| sidoförhållande        | 6,86                            | 6,86                            |
| tomvikt                | 39,780 ton                      | 45,360 ton                      |
| max startvikt          | 73,275 ton                      | 95,030 ton                      |
| Max. hastighet         | 926 km/h / 519 kts / Mach 0.908 | 965 km/h / 519 kts / Mach 0.908 |
| Max. flyghöjd          | 13,000 m (42,000 ft)            | 13,000 m (42,000 ft)            |
| Transporträckvidd      | 3056 km                         | 4020 km                         |
| Motor                  | P&W JT8D-1,-7,-9                | P&W JT8D-9A,-11,-15,-17,-17R    |
| Antal Byggda           | 572                             | 1260                            |

## Operatörer (ej komplett)
Boeing 727:an har flugits bl.a. av:

(♦ = fabriksnya flygplan)

### Europa
- ♦ Air Charter International
- ♦ Air France
- Air Holland
- ♦ Alitalia
- Aviogenex
- ♦ Condor
- Dan-Air
- European Air Transport
- ♦ Hapag-Lloyd Flug
- ♦ Iberia
- ♦ Icelandair

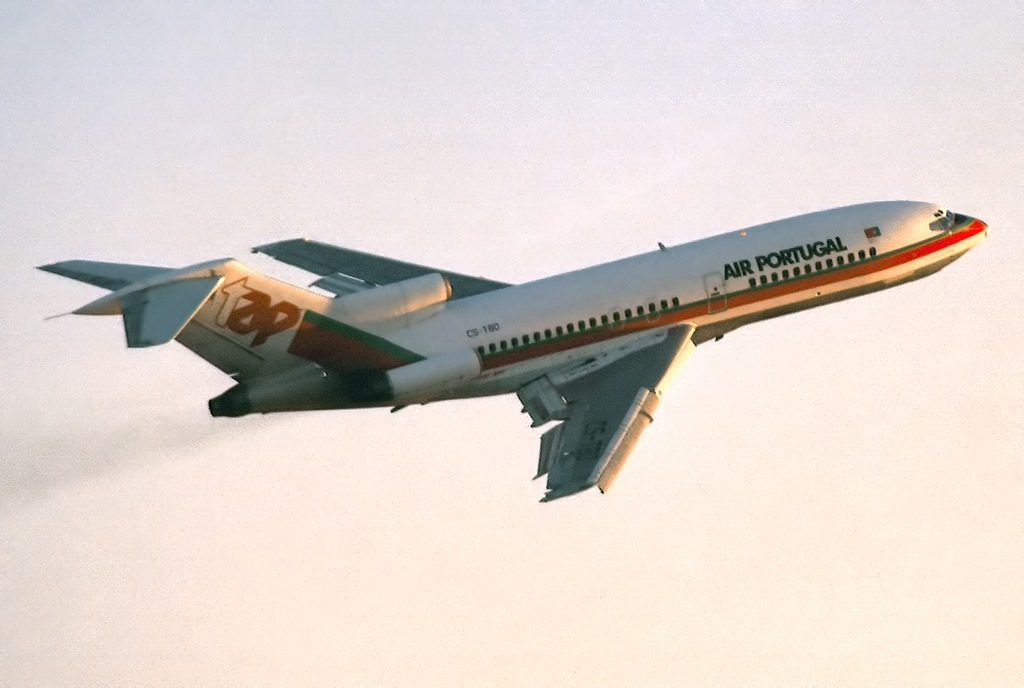
Air Portugal Boeing 727-100, Faro

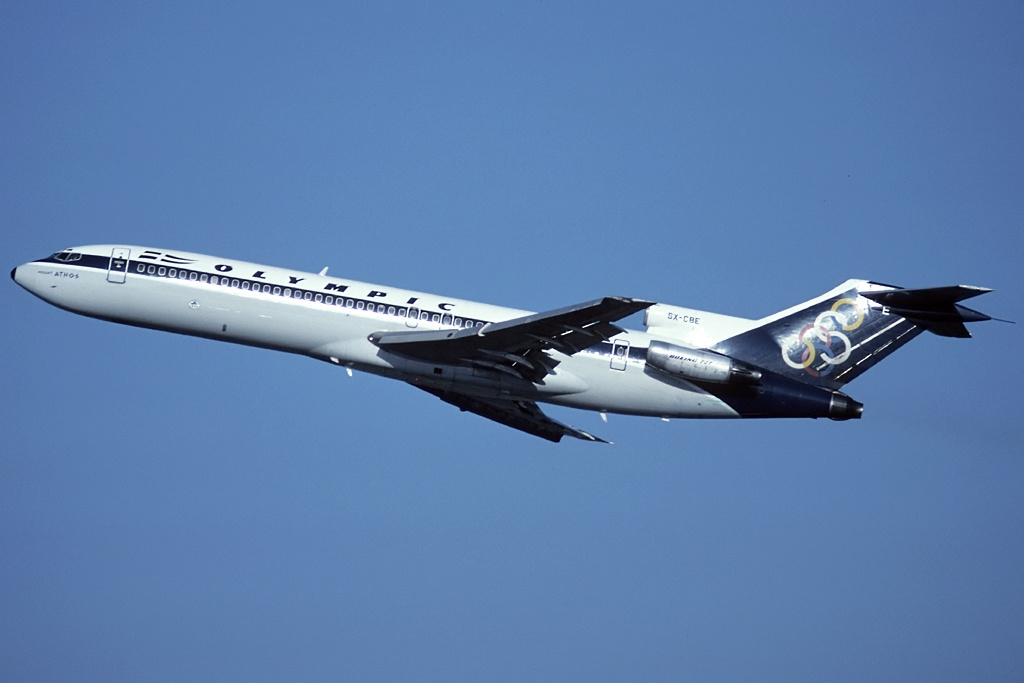
Olympic Airways Boeing 727-200, Düsseldorf 1990

- ♦ Jugoslovenski Aerotransport, JAT
- Jetair Lufttransport
- ♦ Lufthansa
- ♦ Olympic Airways
- ♦ Sabena
- Special Air Transport, SAT
- ♦ Sterling Airways
- ♦ Transportes Aéreos Portugueses, TAP
- ♦ Transair Sweden
- ♦ Türk Hava Yollari, THY

### Afrika

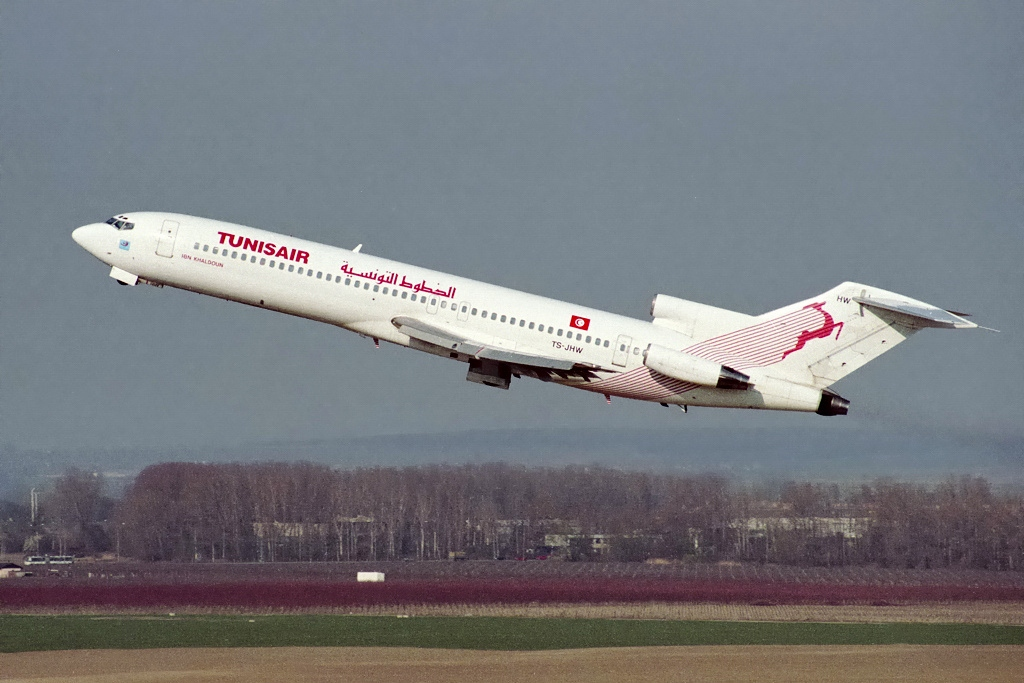
Tunisair Boeing 727-200, Bratislava 1998

- ♦ Air Algérie
- Air Djibouti
- ♦ Ethiopian Airlines
- ♦ Libyan Arab Airlines
- ♦ Nigeria Airways
- ♦ Royal Air Maroc
- ♦ South African Airways
- ♦ Tunisair

### Asien, Oceanien

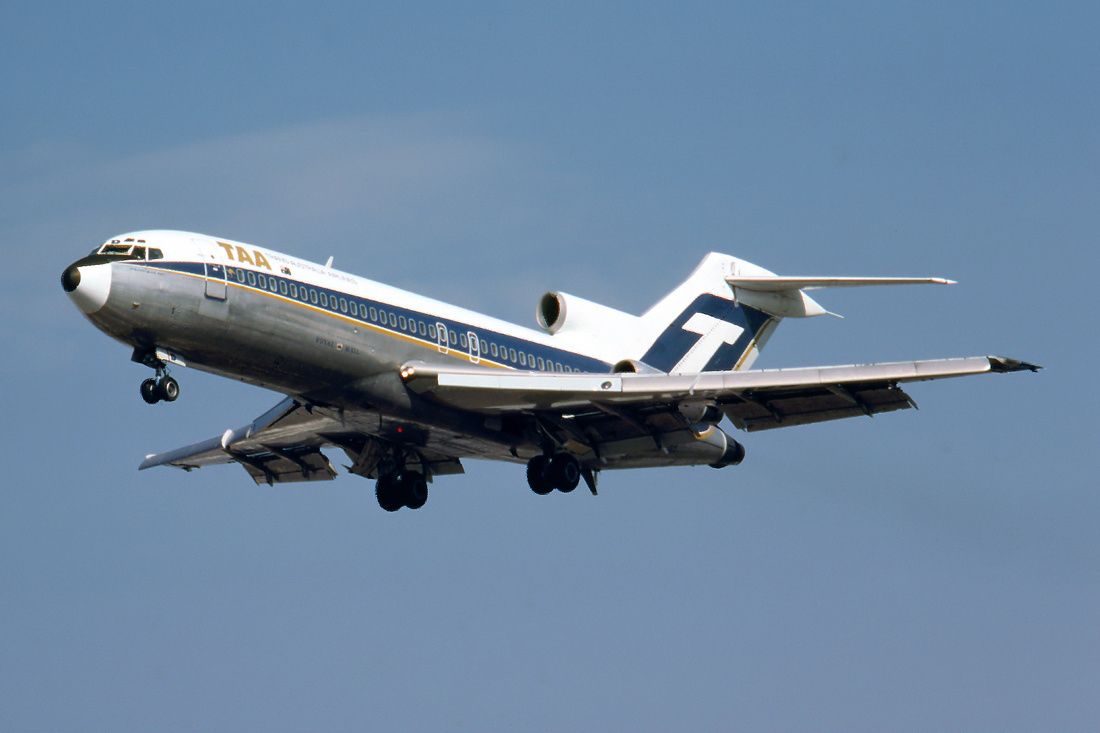
Trans Australia Airlines Boeing 727-100, Brisbane 1977

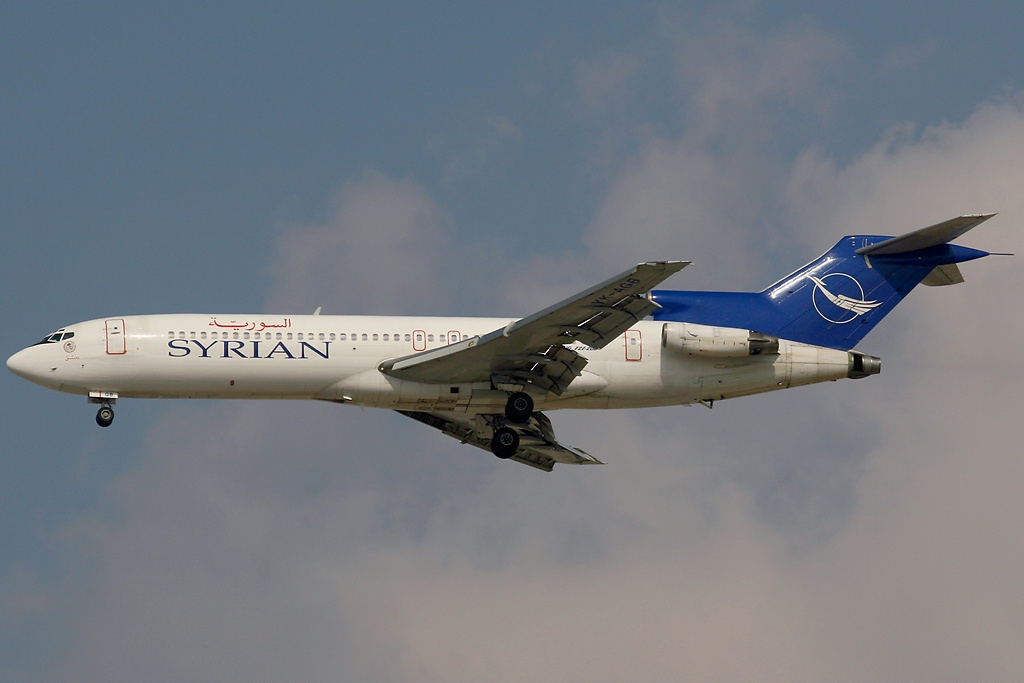
Syrian Air Boeing 727-200, Dubai 2006

- ♦ Air Vietnam
- ♦ Alia
- ♦ All Nippon Airways
- ♦ Ansett Australia
- ♦ Ariana Afghan Airlines
- ♦ China Airlines
- Daallo Airlines
- Emirates
- ♦ Iran Air
- ♦ Iraqi Airways
- ♦ Japan Airlines
- ♦ Japan Domestic Airlines
- ♦ Kuwait Airways
- ♦ Philippine Airlines
- ♦ Royal Nepal Airlines
- ♦ Singapore Airlines
- ♦ Syrian Air
- ♦ Trans Australia Airlines
- ♦ Yemen Airways

### Nordamerika
- ♦ Air Canada
- ♦ Alaska Airlines
- ♦ American Airlines
- ♦ Braniff International Airways
- ♦ Continental Airlines

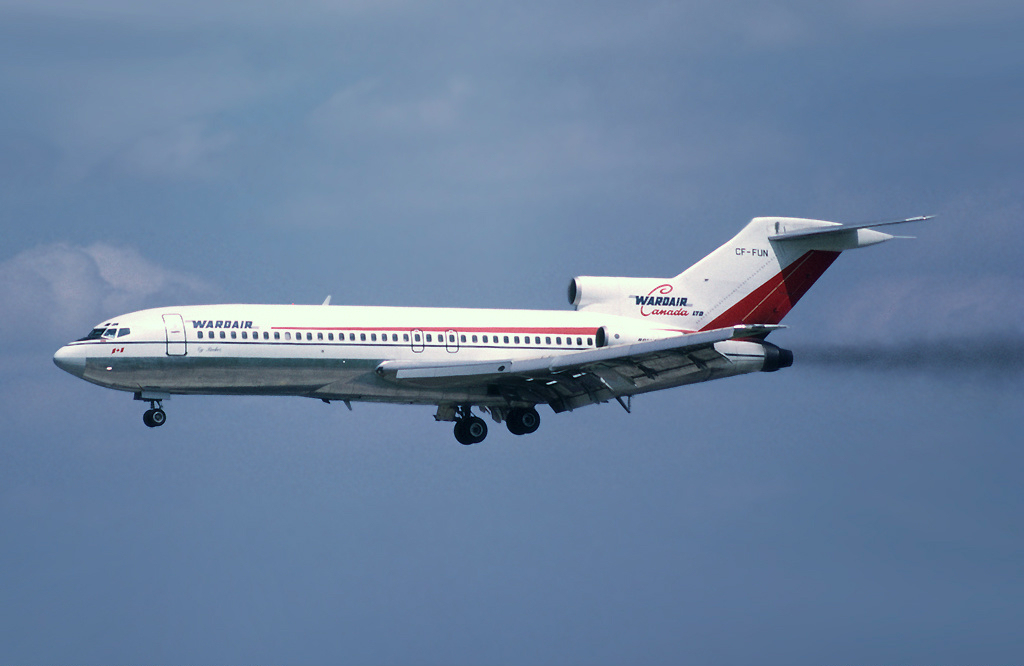
Wardair Canada Boeing 727-100, London/Gatwick 1972

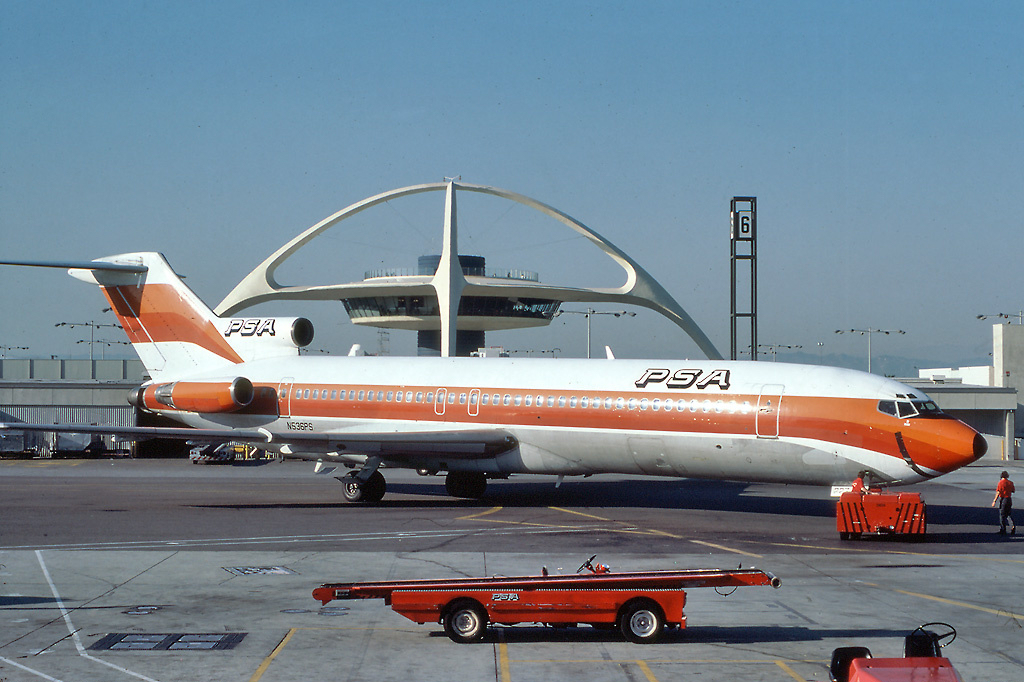
Pacific Southwest Airlines Boeing 727-200, Los Angeles 1980

- ♦ CP Air (Canadian Pacific Air Lines)
- ♦ Delta Air Lines
- ♦ Eastern Airlines
- ♦ Federal Express
- ♦ Frontier Airlines (1950–1986)
- Modern Air Transport(de)
- ♦ National Airlines (1934–1980)
- ♦ Northeast Airlines
- ♦ Northwest Airlines
- ♦ Pacific Southwest Airlines
- ♦ Pan American World Airways
- ♦ Trans World Airlines
- ♦ United Airlines
- ♦ Wardair
- ♦ Western Airlines
- ♦ World Airways

### Sydamerika
- ♦ Aerolineas Argentinas
- ♦ Aeropostal
- ♦ Air Jamaica
- ♦ Avensa
- ♦ Avianca

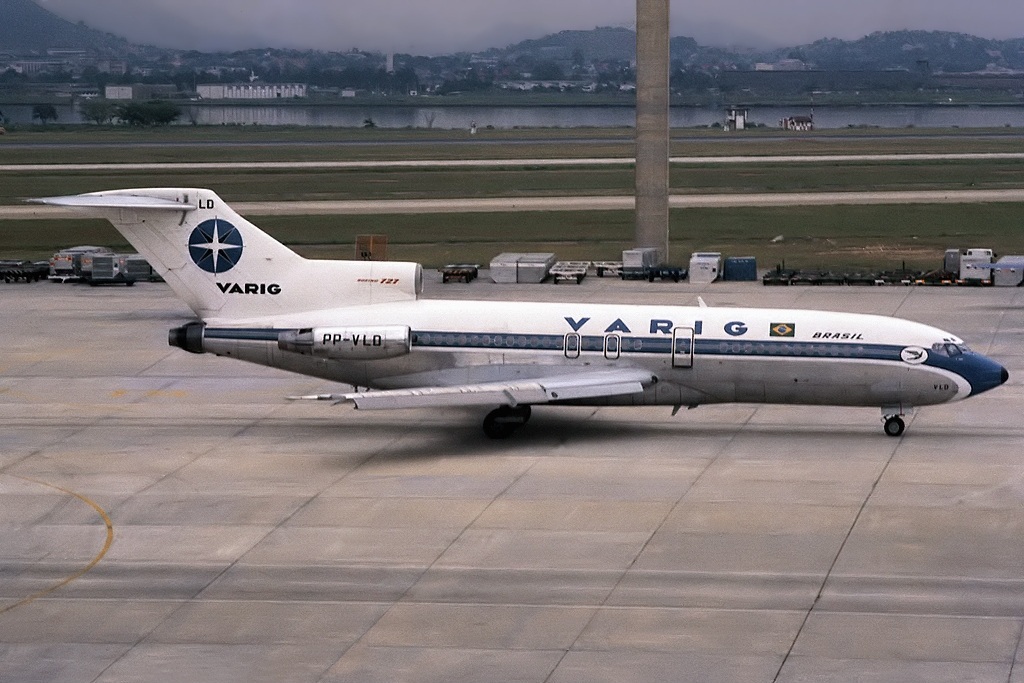
Varig Boeing 727-100, Rio de Janeiro-Galeão 1984

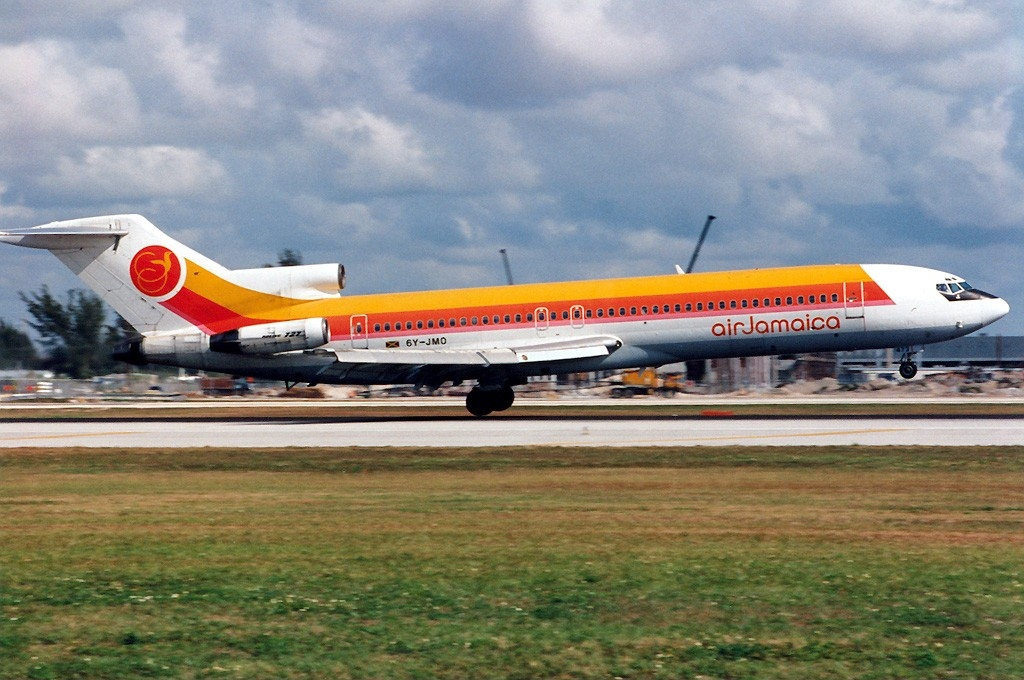
Air Jamaica Boeing 727-100, Miami 1995

- ♦ British West Indian Airways, BWIA
- ♦ Cruzeiro do Sul
- ♦ Dominicana
- ♦ LACSA
- ♦ LAN Chile
- ♦ Lloyd Aereo Boliviano
- ♦ Mexicana
- Transbrasil
- ♦ VARIG
- ♦ VASP
- Viasa

## Trivia
År 2012 spelades programmet Curiosity in, då en Boeing 727 fjärrstyrdes från en Cessna, och kraschades i öknen i Mexiko. Det var endast testdockor och filmkameror ombord för att se hur en kraschlandning påverkar inne i kabinen. Teamet kom fram till bland annat att rad 1-7 på ett flygplan är mest osäkert att sitta vid i en flygplanskrasch, på grund av att noshjulet trycks upp i flygplanet och bryts inte av som mitthjulen under vingarna.